# Dekanat Humpolec
Dekanat Humpolec – jeden z 14 dekanatów diecezji hradeckiej w Czechach. W jego skład wchodzi 14 parafii. 

## Lista parafii
| Lp. | Miejscowość         | Parafia                                        |
| --- | ------------------- | ---------------------------------------------- |
| 1   | Číhošť              | Parafia Wniebowzięcia Najświętszej Maryi Panny |
| 2   | Herálec             | Parafia św. Bartłomieja                        |
| 3   | Humpolec            | Parafia św. Mikołaja                           |
| 4   | Jiřice              | Parafia św. Jakuba Starszego Apostoła          |
| 5   | Kaliště             | Parafia św. Jana Chrzciciela                   |
| 6   | Ledeč nad Sázavou   | Parafia Świętych Apostołów Piotra i Pawła      |
| 7   | Lipnice nad Sázavou | Parafia św. Wita                               |
| 8   | Mladé Bříště        | Parafia św. Jana Chrzciciela                   |
| 9   | Senožaty            | Parafia św. Jana Nepomucena                    |
| 10  | Skála               | Parafia Wniebowzięcia Najświętszej Maryi Panny |
| 11  | Světlá nad Sázavou  | Parafia św. Wacława                            |
| 12  | Úsobí               | Parafia Świętych Apostołów Piotra i Pawła      |
| 13  | Vojslavice          | Parafia Wniebowzięcia Najświętszej Maryi Panny |
| 14  | Želiv               | Parafia Narodzenia Najświętszej Maryi Panny    |